# Polycentropus azulus
Polycentropus azulus là một loài Trichoptera trong họ Polycentropodidae. Chúng phân bố ở vùng Tân nhiệt đới.